# El Sol (Anaya)
El Sol fue un periódico español gestionado por el Grupo Anaya que existió desde 1990 hasta 1992. 
La publicación se inspiró en El Sol, histórica cabecera madrileña, y fue la primera en España que contó con una redacción totalmente informatizada. Durante su existencia apostó por la información cultural, llegando incluso a lanzar una colección de libros. Tuvo que cerrar en 1992 como consecuencia de las bajas ventas y su inestabilidad económica y directiva.

## Historia
Después de adquirir Alianza Editorial, el Grupo Anaya se convirtió en una de las principales editoriales de España. Esto motivó a su fundador y presidente, Germán Sánchez Ruipérez, a dar el salto a los medios de comunicación. Además de formar parte de Telecinco como socio fundador, proyectó el lanzamiento de un diario inspirado en El Sol, cabecera intelectual con sede en Madrid que existió desde 1917 hasta 1939 y que sería editada por CECISA (siglas de Compañía Europea de Comunicación e Información S.A.). Entre sus socios iniciales figuraba la ONCE, pero la organización abandonó el proyecto antes de comenzar por discrepancias en Telecinco.
Anaya diseñó un proyecto ambicioso con un capital de 1000 millones de pesetas, y contrató como director a José Antonio Martínez Soler, procedente de La Gaceta de los Negocios. La empresa tenía su rotativa propia en Illescas (Toledo). Además, creó una redacción con el primer sistema de edición completamente informatizado, que permitía a los periodistas trabajar sobre unas páginas ya maquetadas. Los ordenadores utilizados eran Apple Macintosh II CX, que costaban 700.000 pesetas cada uno, y el trabajo se enviaba por módem desde Madrid a la rotativa toledana.  
El Sol salió a la venta por primera vez el 22 de mayo de 1990, con una tirada inicial de 150.000 ejemplares. Sin embargo, las ventas fueron discretas y había grandes discrepancias entre la dirección y varios miembros del consejo de administración, como Pedro de la Vega y Lázaro Carreter. Martínez Soler fue cesado a los dos meses del lanzamiento. Durante dos años se sucedieron hasta seis directores distintos.
En 1991, El Sol se convirtió en el primer diario nacional con regalos promocionales: una colección de libros «Biblioteca de El Sol» a 100 pesetas cada uno. La mayoría de los títulos eran de dominio público, por lo que no pagaban derechos de autor, y el papel empleado para su edición era reciclado. Pese a ello, esta línea tuvo éxito y las ventas subieron hasta los 150.000 ejemplares. La sociedad editora aprovechó el tiempo para tratar de atraer inversores extranjeros en su consejo de administración, algo que no pudo conseguir.
Cuando terminó la colección de libros, las ventas de El Sol cayeron hasta los 25.000 ejemplares. Sánchez Ruipérez destituyó a todo el equipo directivo en octubre de 1991 e intentó negociar sin éxito con Juan Pablo de Villanueva para venderle la publicación. A pesar de que CECISA contaba todavía con reservas económicas, el diario registró pérdidas por 5.000 millones de pesetas. Anaya no llegó a un acuerdo con los trabajadores para cederles las gestión y el 17 de marzo de 1992 anunció el cierre.